# Saab 340
El Saab 340 és un avió de línia regional bimotor turbohèlice dissenyat els anys 1980 amb capacitat per a transportar entre 30 i 36 passatgers. L'any 1998 Saab va anunciar que finalitzava la producció d'aquesta model.

## Disseny i desenvolupament
El gener de 1980, Saab i la marca nord-americana Fairchild van anunciar la seva intenció de col·laborar en el desenvolupament d'un nou avió de transport que seria construït en una proporció 65/35. Segons el pla inicial, Saab construiria el fuselatge i la cua i realitzaria el muntatge final a la ciutat de Linköping, a Suècia, mentre Fairchild construiria les ales i les carlingues dels motors. Després del cessament de la producció per part de Fairchild, les ales van ser muntades a Suècia.
Designat al principi com Saab-Fairchild 340, el primer prototip va volar per primer cop el 25 de gener de 1983. Després de la sortida de Fairchild del projecte el 1984, el nom va ser finalment canviat per 340A. Una versió millorada del 340A, el 340B, va introduir nous motors més potents i un timó de cua major l'any 1989. La versió final, el 340B Plus, va incorporar millores que s'havien introduït al mateix temps en el Saab 2000, i el primer lliurament es va realitzar el 1994.
Una de les millores introduïdes al 340B Plus va ser la instal·lació del "Sistema de Control Actiu de Sorolls" a cabina, reduint enormement el soroll per als passatgers. Un altre canvi respecte de models anteriors va ser el trasllat del lavabo del final de la cabina de passatgers a l'espai entre aquesta i la cabina de comandament. Això va incrementar el volum total de càrrega disponible, ja que a la seva ubicació original el lavabo envaïa part de la zona de càrrega.

## Variants

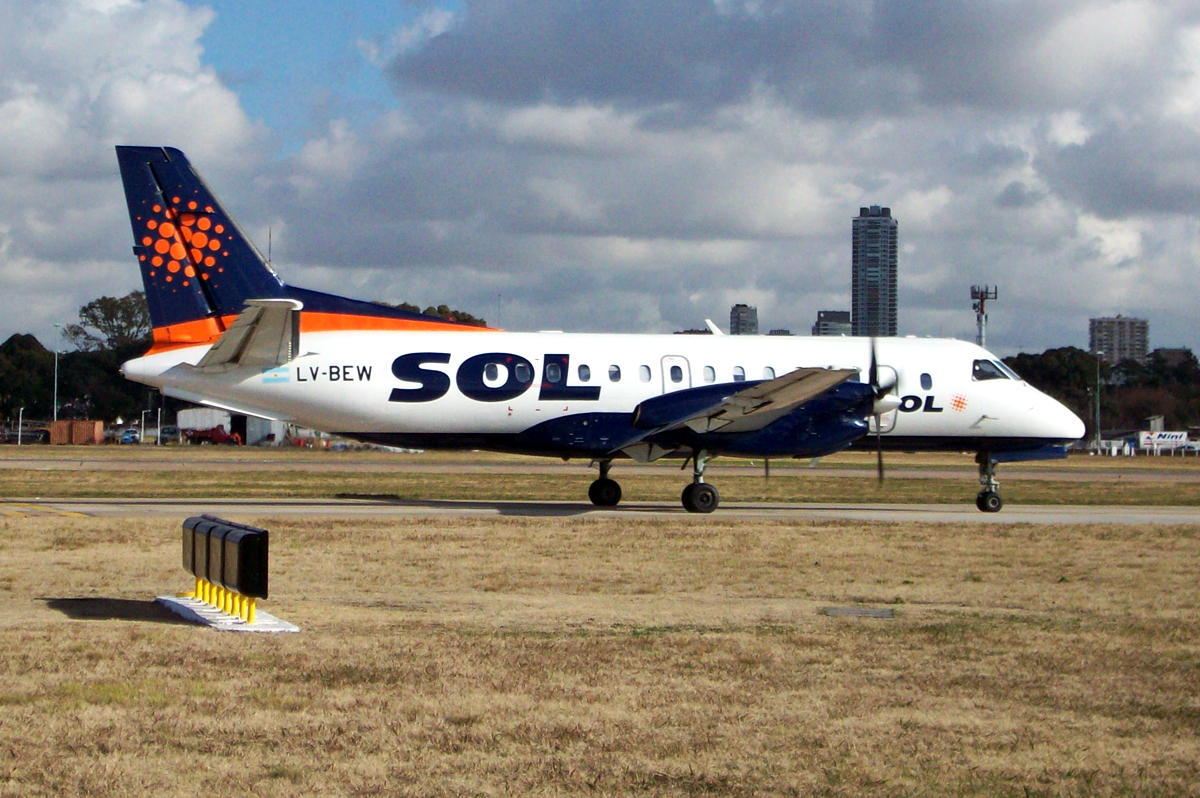
Saab 340 LV-BEW de l'aerolínia argentina Sol Línies Aèries, a l'Aeroparque Jorge Newbery.

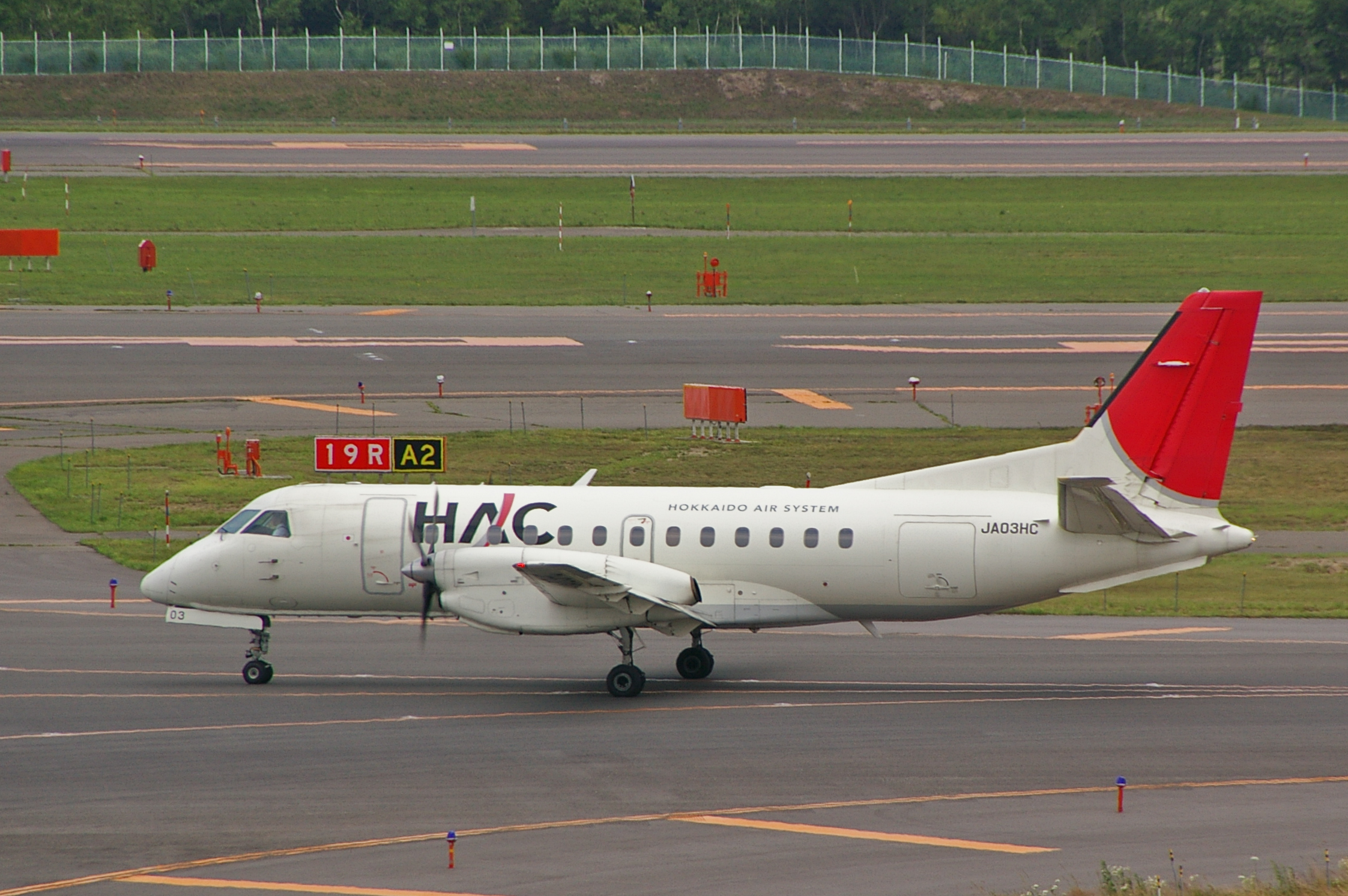
Saab 340B+ WT de Hokkaido Air System.

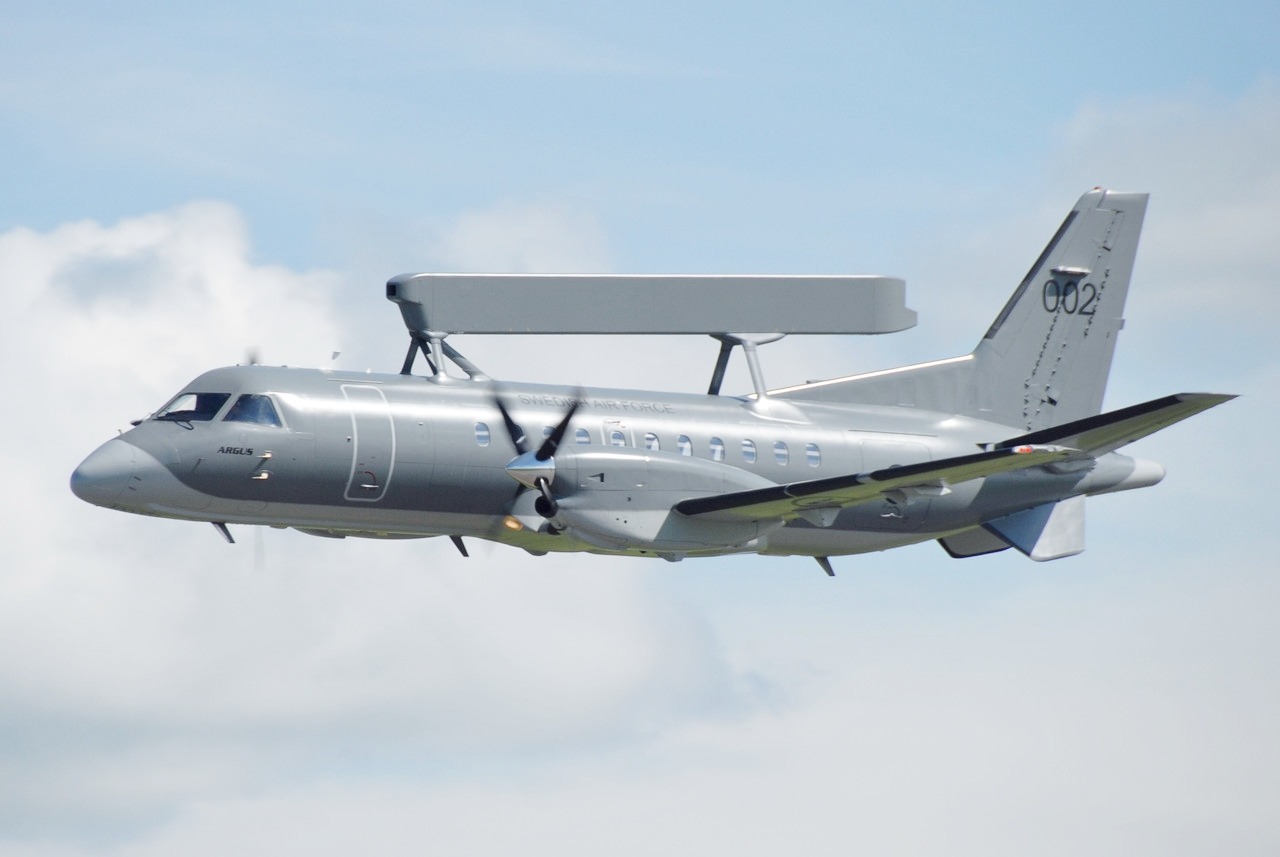
Un S 100 Argus (Saab 340 AEW&C) de la Força Aèria Sueca.

Saab 340A
Avió de línia regional amb capacitat de 30 a 36 passatgers, propulsat per dos motors turbohèlix General-Electric CT7-5A2 de 1,215 kW. Disponible en versió de passatgers, transport de càrrega o VIP. Números de sèrie 340A-001 a 340A-159.
Saab 340B
Avió de línia regional amb capacitat entre 33 i 36 passatgers, propulsat per dos motors turbo hèlix General-Electric CT7-9B de 1.394 kW. Números de sèrie 340B-160 a 340B-359.
Saab 340B Plus
Versió millorada del Saab 340B. Alguns inclouen puntes alars allargades. Números de sèrie 340B-360 a 340B-459.
Saab Tp 100
Versió de transport VIP dels Saab 340B i B Plus per a la Força Aèria Sueca.
Saab 340B Plus SAR-200
Versió marítima de recerca i rescat per a la Guàrdia Costanera Japonesa. Inclou puntes alars allargades.
Saab 340 AEW&C
Versió d'alerta primerenca i control aerotransportat (AEW&C) amb sistema de radar Erieye. Aquesta versió rep el nom de S 100 Argus a la Força Aèria Sueca.
Saab 340 MSA
Versió de patrulla marítima presentada pel fabricant a finals de maig de 2012 que té un cost d'uns 20 milions de dòlars. L'avió de demostració d'aquesta versió és un avió 340B+ que ha estat equipat amb un radar d'obertura sintètica Telephonics 1700B i un sensor infraroig d'escombratge frontal (FLIR) a la part inferior del fuselatge. La seva configuració és similar als Saab 340 modificats per a la Guàrdia Costanera del Japó però amb un equipament intern diferent.

## Operadors

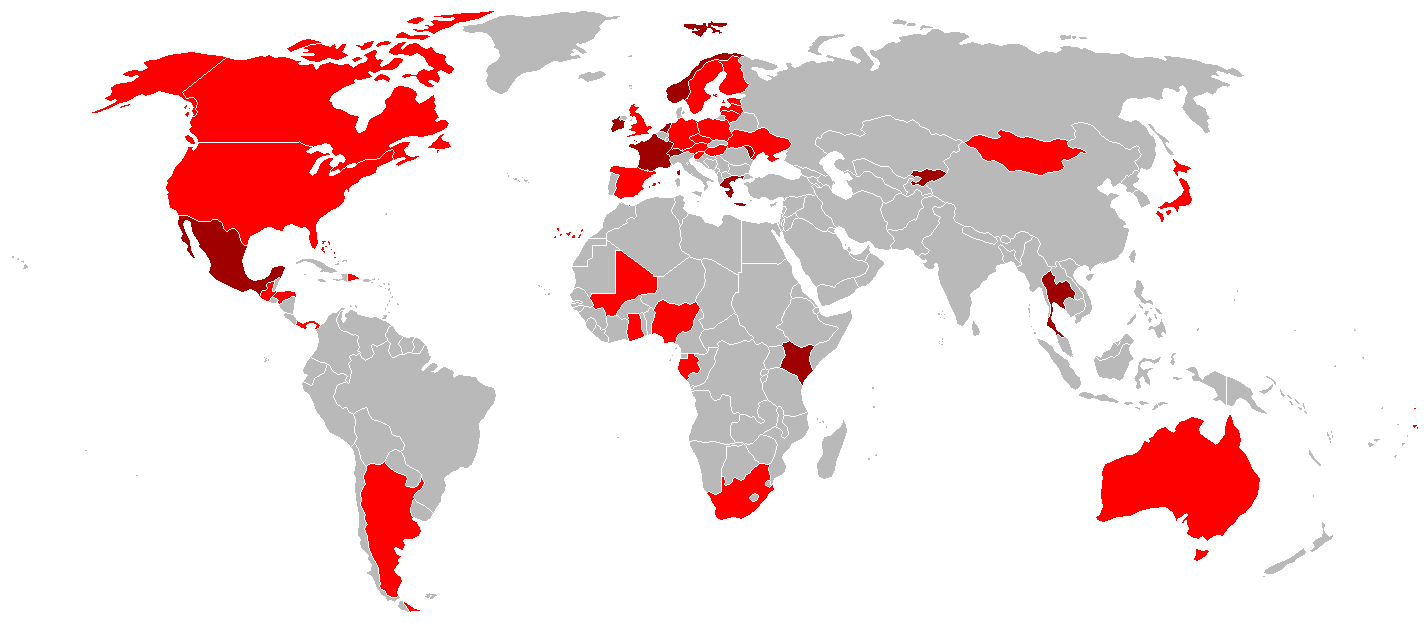
Operadors del Saab 340

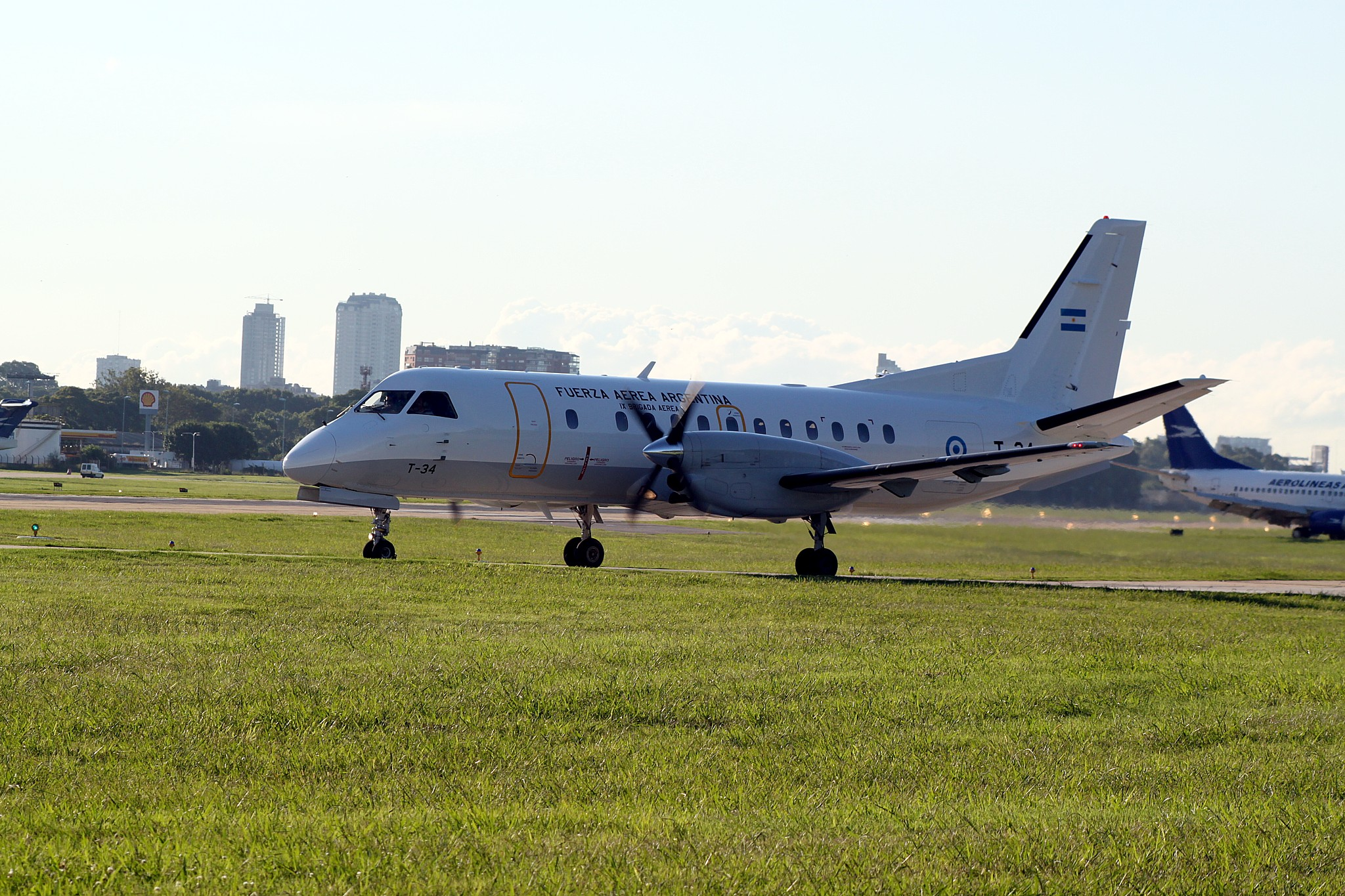
Saab 340B de la Força Aèria Argentina.

### Civils
Amb data de juliol de 2018 hi havia 210 avions de passatgers Saab 340 en servei amb 34 aerolínies arreu del món. Les que volaven més avions d'aquest disseny eren Regional Express (52), Silver Airways (21), Loganair (16), PenAir (13) i SprintAir (12).

### Militars
Argentina
- Força Aèria Argentina

Quatre Saab 340B operats per l'Esquadró VI del Grup Aeri 9 de la IX Brigada Aèria.
 Japó
- Guàrdia Costanera del Japó

 Suècia
- Força Aèria Sueca

 Tailàndia
- Reial Força Aèria Tailandesa

## Especificacions (Saab 340B)

### Característiques generals
- Tripulació: 2 pilots i 1 auxiliar de vol
- Capacitat: 37 passatgers
- Longitud: 19,73 m
- Envergadura: 21,44 m
- Altura: 6,97 m
- Superfície alar: 41,81 m²
- Perfil alar: NASA MS(1)-0313
- Pes en buit: 8.140 kg
- Pes màxim a l'enlairament: 13.155 kg
- Planta motriu: 2× Turbohèlixs General Electric CT7-9B.
  - Potència: 1.305 kW (1.750 HP; 1.774 CV) a l'enlairament cadascun.
- Hèlixs: 1× hèlix de quatre pales i pas variable (velocitat constant) Dowty Rotol o Hamilton Standard 14RF19 per motor.
- Diàmetre de l'hèlix: 3,35 m

### Rendiment
- Velocitat de creuer (Vc): 467 km/h (290 MPH; 252 nusos) a 7.620 m d'altitud
- Abast: 1.732 km (935 nmi; 1.076 mi)
- Sostre de vol: 7.620 m (25.000 ft)

- Règim d'ascens: 10,2 m/s (2 008 ft/min)